# Cammile Adams
Cammile Adams (ur. 11 września 1991 w Houston) – amerykańska pływaczka specjalizująca się w stylu motylkowym, wicemistrzyni świata (2015).

## Kariera pływacka
W 2012 roku podczas igrzysk olimpijskich w Londynie na dystansie 200 m stylem motylkowym uzyskała czas 2:06,78 i zajęła w finale piąte miejsce.
Rok później, na mistrzostwach świata w Barcelonie była w tej konkurencji siódma (2:07,73).
Podczas mistrzostw świata w Kazaniu w 2015 roku zdobyła srebrny medal na 200 m stylem motylkowym (2:06,40). 
Na kolejnych igrzyskach, tym razem w Rio de Janeiro, w finale 200 m stylem motylkowym z czasem 2:05,90 znalazła się tuż za podium.